# Xavier Chavari
Xavier Chavari, de son vrai nom Xavier Chavaribeyre, est un comédien et auteur de théâtre français connu pour ses spectacles d'humour, notamment au sein du duo Chavari et Durand

## Biographie

### Les débuts de comédiens
Après des débuts en dents de scie, Xavier Chavari rejoint en 1992, la troupe du Théâtre de l'Unité dirigée par Jacques Livchine et Hervée de Lafond. Dans cette troupe il participera à deux spectacles : Dom Juan de Molière puis 2500 à l'heure. C'est à cette époque qu'il rencontre Bruno Durand avec qui il fondera bientôt un duo comique.

### Chavari et Durand
Au début des années 1990, Xavier Chavari écrit des textes humoristiques qui demeurent inexploités. La rencontre avec Bruno Durand et leur complicité déjà grande va les pousser vers l'aventure en duo, aidés par la troupe du Théâtre de l'Unité, et notamment son directeur, Jacques Livchine, qui à la même époque dirige également la Scène Nationale de Montbéliard, alors baptisée Centre d'Art et de Plaisanterie.
Xavier Chavari écrit alors un premier spectacle en duo composé de sketchs. Créé en 1995, celui-ci s'intitulera Choc Frontal. Il remportera de nombreux prix dans différents festivals d'humour en 1997 et 1998.
Par la suite le duo ainsi formé créera deux autres spectacles, tous deux écrits par Xavier Chavari : Inspirez ... Soufflez ! ... (2003) et Choc Frontal est Borderline (2010).
En mars 2013, parallèlement à leurs tournées en duo, Chavari & Durand créent "Quoi de Neuf ? Molière !" avec la comédienne Cathy Lamy (également issue de la troupe de l'Unité). Le trio ainsi formé interprète dans ce spectacle une succession de scènes du répertoire de Molière, dans une mise en scène contemporaine et fidèle à l'esprit de Chavari & Durand.

### L'expérience en solo et l'écriture pour d'autres
En 2005, Xavier Chavari tente l'expérience en solo, et crée à Avignon un one-man-show comique intitulé Mes faits divers. Il renouvellera l'expérience quatre ans plus tard avec un nouveau spectacle, mais interrompra celui-ci très rapidement, n'étant plus à l'aise avec le solo.
En 2009, Xavier Chavari écrit pour la première fois une pièce qu'il ne jouera pas. Celle-ci s'intitule La Belle-Mère et sera interprétée par Isabelle Parsy. En répondant pour la première fois à une commande, Xavier Chavari montre qu'il est capable d'écrire dans plusieurs registres et d'adapter son écriture à différents types d'interprètes.

## Œuvres

### En tant qu'auteur
- 1995 : Choc Frontal
- 2003 : Inspirez ... Soufflez ! ...
- 2005 : Mes Faits Divers
- 2009 : La Belle-Mère
- 2010 : Choc Frontal est Borderline
- 2014 : La Belle-Mère 2
- 2014 : Nos amis les bêtes

### En tant que comédien
- 1993 : Dom Juan de Molière (mise en scène Jacques Livchine)
- 1997 : 2500 à l'heure de Jacques Livchine
- 1995 : Choc Frontal
- 2003 : Inspirez ... Soufflez ! ...
- 2005 : Mes Faits Divers
- 2010 : Choc Frontal est Borderline
- 2013 : Quoi de neuf ? Molière ! Spectacle composé de scènes du répertoire de Molière